# Siglophora haematica
Siglophora haematica är en fjärilsart som beskrevs av George Francis Hampson 1905. Siglophora haematica ingår i släktet Siglophora och familjen trågspinnare. Inga underarter finns listade i Catalogue of Life.